# What We Have
What We Have (en francès Ce qu'on a) és una pel·lícula dramàtica canadenca, escrita i dirigida per Maxime Desmons. Va ser el primer llargmetratge fet mai sota el nou programa de finançament de micropressupost de Telefilm Canada.

## Argument
La pel·lícula és protagonitzada per Desmons en el paper de Maurice Lesmers, un gai expatriat francès que viu a North Bay, Ontario que agafa una feina com a tutor d'Allan (Alex Ozerov), un estudiant de secundària, en francès mentre feia una audició per a una producció escènica de L'avar de Molière. Atraït per protegir i defensar Allan del bullying que s'enfronta a l'escola per ser gai, la seva relació alumne-professor aviat es complica. quan Allan s'enamora de Maurice, provocant al seu torn els propis records reprimits d'abús sexual a la infància del Maurice.

## Repartiment
- Maxime Desmons
- Roberta Maxwell
- Alex Ozerov
- Kristen Thomson

## Recepció
La pel·lícula es va estrenar a les sales el 2014 al Festival Internacional de Cinema de Sudbury Cinefest, però el llançament més ampli es va retardar fins al 2015 a causa dels compromisos del productor Damon D'Oliveira amb la promoció de la minisèrie de televisió The Book of Negroes. Va guanyar el premi del jurat a la millor pel·lícula canadenca al Inside Out Film and Video Festival de 2015. També va rebre el premi Diversitat al Festival Internacional de Cinema Gai i Lèsbic de Barcelona.